# Cetopsis
Cetopsis — рід з підродини Cetopsinae родини Cetopsidae ряду сомоподібних. Має 21 вид.

## Опис
Голова невелика. Очі маленькі. Ширина рота дорівнює половини довжини голови. Зуби гострі, конічні мають 1 рядок сошникових зубів. Ніздрі щілиноподібні. Мають 3 пари вусиків, біля рила, вона майже однакового розміру. Тулуб витягнутий, коливається від тонкого до більш гладкого. Плавці позбавлені шипів. У більшості видів спинний плавець помірно великі. У самців промені спинного й грудного плавців нагадують нитки. Черево у низки видів помірно велике. Черевні плавці короткі або середнього розміру. Основа анального плавця коротка. Хвостовий плавець симетричний, не сильно розрізаний. Його кінці закруглені або загострені.
Забарвлення сріблясте з плямами. Саме за останніми розрізняються види — за розміром, формою та кольором.

## Спосіб життя
Є пелагічними рибами. Зустрічаються у підземних водах, затоплених карстах, світлі або каламутні річки, з глинястим дном. Види C. candiru, C. parma, C. coecutiens постійно знаходяться в русі, не перестаючи плаваючи і змінюючи кожної секунди траєкторію, C. plumbea воліє відсиджуватися під корчами. Усі активні вдень.
Живляться комахами, що впали у воду, — метеликами, павуками, мурахами. Їдять також личинок комарів у великих кількостях, водних комах. Великі особини не гребують також падлом. Вважаються, що ссуть кров у риб. У місцях, де мешкають ці соми місцеві рибалки їх ненавидять, оскільки вважають, що вони об'їдають рибу, що потрапила в мережу.

## Розповсюдження
Поширені в басейні річок Амазонка, Магдалена, Оріноко, Токантінс, Парагвай, Уругвай, Арато (від Колумбії та Венесуели до Болівії та Парагваю).

## Види
- Cetopsis amphiloxa
- Cetopsis arcana
- Cetopsis baudoensis
- Cetopsis caiapo
- Cetopsis candiru
- Cetopsis coecutiens
- Cetopsis fimbriata
- Cetopsis gobioides
- Cetopsis jurubidae
- Cetopsis montana
- Cetopsis motatanensis
- Cetopsis oliveirai
- Cetopsis orinoco
- Cetopsis othonops
- Cetopsis parma
- Cetopsis pearsoni
- Cetopsis plumbea
- Cetopsis sandrae
- Cetopsis sarcodes
- Cetopsis starnesi
- Cetopsis umbrosa

## Тримання в акваріумі
Для швидких, невгамовних видів потрібно мати ємність від 150—200 літрів. На дно насипають дрібний пісок сірого або жовтого кольору. Як декор підійдуть корчі і рослинність, посаджена вздовж задньої стінки акваріума. Особливо це необхідно для повільних видів. Чим більше предметів в акваріумі, тим частіше сомам доводиться лавірувати між цими предметами, втрачаючи, тим самим, енергію. Утримувати сомів можна як поодинці так і групою. Миролюбні. Їдять будь-який живий харч — від циклопа і дафнії, до великих шматків риби або креветки. Температура тримання повинна становити 22-26 °C.
Пересадку в акваріум необхідно здійснювати в пакетах, в яких акваріуміст їх отримав, поступово доливаючи туди воду з водоймища, куди їх поміщають. Не рекомендується різко виливати в воду з пакета в окремий акваріум. При різких «рухах» соми «мертвими» падають на дно і не показують жодних ознак життя. Поки незрозуміло: чи це від стресу або соми удають себе мертвими. Тому що через деякий час вони бадьоро плавають по всьому акваріуму.